# چارلز کوک (بازیکن فوتبال، زاده ۱۹۷۲)
چارلز کوک (انگلیسی: Charles Cook؛ زادهٔ ۱۲ اکتبر ۱۹۷۲) بازیکن فوتبال اهل بریتانیا است.
از باشگاه‌هایی که در آن بازی کرده‌است می‌توان به باشگاه فوتبال میدنهد یونایتد، باشگاه فوتبال همپتون و ریچموند بورو، باشگاه فوتبال ویر، و باشگاه فوتبال هیتچین تاون اشاره کرد.
وی همچنین در تیم ملی فوتبال جزایر تورکس و کایکوس بازی کرده‌است.